# N-37機炮
N-37機炮是蘇聯研製的一種重型機炮，用以取代前代型號NS-37機炮，可以重創甚至擊毀敵轟炸機，通常和NR-23機炮一起用於以下機種
- 米格-15戰鬥機
- 米格-17戰鬥機

## 基本資料
- 槍長:2455毫米
- 槍管長:1361毫米
- 槍重:103公斤
- 口徑:37毫米
- 子彈:37x155毫米
- 弹重：735 g/26 oz HEI-T, 760 g/27 oz
- 子彈初速:690米/秒
- 射速:400發/分鐘
- 作用方式:短衝程後座作用式
- 供彈方式:彈鏈

## 主要生產國
- 苏联
- 中华人民共和国